# Види екологічної діяльності
Екологічна діяльність — це слово яке дослівно означає екологічна активність. Це будь-яка діяльність спрямована на збереження чистоти екосистем та різноманітності біосвіту. У цілому, екологічна активність може бути будь-якою діяльністю, що покращує чистоту середовища, таким чином запобігаючи екологічній кризі планети і здійснюючи позитивні зміни.
Екологічна діяльність включає в себе всі види діяльності, що пов'язані з природними цінностями, або способами людського існування, яке не приносить шкоду природі, наприклад, шляхом переробки або збереження електроенергії.

## Види екологічної діяльності
- Переробка матеріалів і відходів.
- Збереження електроенергії.
- Багаторазове використання та відновлення ресурсів.
- Екотуризм.
- Просте виживання без додаткових ресурсів.
- Використання альтернативного екологічного транспорту.
- Органічне землеробство та інші види сільського господарства.
- Садівництво екзотичних культур та пермакультур.
- Волонтерські заходи збереження природи.
- Політика охорони середовища.
- Відеоролики про екологію.
- Екотероризм.
- Екологічний порядок споживача.
- Екологічна освіта.
- Інші екологічні способи життя.

## Ресурси про екологічне життя
Для цього розробленні спеціальні вебсайти, які заохочують інших людей приєднатися до благо дійства, запровадження різних подій, нових ідей та ресурсів, що сприяють більш екологічному існуванню.
- Еко-освітні установи — Монтевердський хмарний ліс охороняє програму екологічної освіти, використовуючи спеціальні екологічні бокси.
- Екотуризм або екологічний туризм — тип туризму, що полягає у подорожах до природних недоторканих людиною та, часто, природоохоронних територій.
- Екотероризм («зелений тероризм») — вид тероризму, що здійснюється під гаслами збереження природного середовища та захисту прав тварин або дикої природи (wildlife) в цілому.